# 龐愛蘭
龐愛蘭 ，BBS，JP（1959年6月19日—），是前亞洲電視節目主持人，亦是投資顧問。本身是註冊藥劑師，前沙田區議會火炭選區議員，屬建制派的新世紀論壇成員，前公民力量成員。現任沙田區議會委任議員。

## 學歷
- 聖母無玷聖心學校
- 沙田官立中學 （首屆畢業生）
- 加拿大Walter Murray Collegiate（英语：Walter Murray Collegiate）
- 加拿大萨斯喀彻温大学藥劑學學士
- 澳洲莫納殊大學工商管理碩士
- 香港大學中醫碩士
- 美國哈佛大學商學院行政管理領袖課程
- 香港註冊藥劑師資格

## 工作
龐愛蘭曾在加拿大任執業藥劑師，管理5間藥房，1988年回流香港。1993年，在她兄長龐寶林的東驥投資擔任投資聯席董事。2001年創辦正富資產管理，任董事總經理。 
龐愛蘭曾主持路訊通的節目《龐愛蘭會客室》，訪問嘉賓。她亦是健商國際學院總裁及國際華人金融管理學院院長。曾舉辦講座。
1998年獲得香港十大傑出青年，並於傑出青年協會執行委員會擔任主席（2010-11年度）。
龐愛蘭於禁毒常務委員會下的《禁毒教育及宣傳小組委員會》擔任主席（2011年1月1日至2012年12月31日），小組負責就禁毒教育和宣傳政策和計劃向禁毒常務委員會提出意見，監察政策和計劃的成效；以及統籌政府在這方面的工作。

## 政途

### 2000年香港選舉委員會界別分組選舉
龐愛蘭在2000年香港選舉委員會界別分組選舉循第二界別衞生服務界參選，最終以1073票勝出。

### 2004年香港立法會選舉
龐愛蘭曾參與2004年香港立法會選舉，以「新世紀論壇」名義出選衞生服務界功能界別選舉，以總票數3027票敗於得票9127票的李國麟。

### 2006年香港選舉委員會界別分組選舉
龐愛蘭在2006年香港選舉委員會界別分組選舉報稱獨立人士，循第二界別衞生服務界參選，最終以2077票勝出。 而選舉委員會是現時負責選出香港特區行政長官的組織。

### 2007年香港區議會選舉
龐愛蘭在2007年香港區議會選舉報稱獨立人士於沙田區火炭選區參選，挑戰競逐連任的泛民主派區議員蔡耀昌，最後以184票之差勝出。 （龐:1,346票，蔡:1,160票，相差佔總投票人數約6.8%）

### 2008年香港立法會選舉
龐愛蘭曾參與2008年香港立法會選舉，再次報稱獨立人士出選新界東選區。其間多次受對手質疑她隱暪其建制派「新世紀論壇」的政治聯繫，龐回應「新論壇」只是支持她而已，並非隱暪。
龐愛蘭在2008年出席香港電台「2008立法會論壇-新界東」時稱社會不應歧視同性戀者，但同時卻大力反對「社會走到這樣前」（指學校若加入世界各地同性民事結合的講解），並稱這是「不理家長感受」。另外龐指「年青人的好奇心很重」，「易受同輩影響」，因此她認為個人性取向是極受後天因素而形成。
由於與自由黨的立法會議員田北俊票源相近，雖然未能成功當選，但獲得的票數為20,455票，佔總投票人數的5.67%（多於3%選票，因此不用沒收50,000港元選舉按金）。

### 2011年香港區議會選舉
龐愛蘭在2011年香港區議會選舉報稱獨立人士於沙田區火炭選區參選，角逐連任，最後以1640票勝出，佔有效票數66.75%（有效票總數為2457）。該次選區參選人另有報稱代表民間電台的陳德章和報稱獨立的前區議員廖韻兒。

### 2011年香港選舉委員會界別分組選舉
龐愛蘭在2011年香港選舉委員會界別分組選舉報稱獨立人士，循第二界別衞生服務界參選，角逐連任，最後以2206票勝出。而選舉委員會是現時負責選出香港特區行政長官的組織。值得一提的是，其胞妹龐美蘭亦同時在該次選舉在衞生服務界參選，並且勝出。

### 2012年香港立法會選舉
繼新世紀論壇後，龐愛蘭在2012年加入同屬建制派的公民力量。 之前有傳龐會加入經濟動力  或 自由黨 ，最終選擇了公民力量，她表示靠金融服務界立法會議員詹培忠充當「媒人」撮合的。據報道，詹培忠指現時政治形勢，若龐加入公民力量，晉身立法會便事半功倍。值得一提的是，龐加入公民力量前，在過往的選委會、區議會、立法會選舉均沒有向選舉事務處申報任何政治連繫或報稱「獨立」 ，儘管她時任「議政團體」－新世紀論壇的理事。
最終因與票源相近的方國珊分薄票源，最終再次落選。龐落選後退出公民力量。

### 2015年香港區議會選舉
龐愛蘭在2015年香港區議會選舉於沙田區火炭選區參選，角逐連任，最終以1905票擊敗1250票的公民黨陳文煇勝出。

### 2019年香港區議會選舉
龐愛蘭在2019年香港區議會選舉於沙田區火炭選區參選，角逐第三次連任，最終得票2716票，以834票落敗，結束12年的區議員生涯。

### 2021年香港立法會選舉
龐愛蘭參與2021年香港立法會選舉，出選醫療衛生界功能界別選舉。
| 議會席位      | 議會席位                         | 議會席位      |
| ------------- | -------------------------------- | ------------- |
| 前任： 蔡耀昌 | 沙田區議會火炭選區 2008年—2019年 | 繼任： 雷啟榮 |

## 家庭
龐愛蘭已結婚，有一個兒子。胞妹為龐美蘭，相距三年。她是2015年度香港小姐競選亞軍龐卓欣之姑姑。

## 節目
- 《龐愛蘭會客室》（路訊通 RoadShow）
- 《都市閒情－愛闖成功路》
- 《龐觀健與美》

## 著作
- 《名人投資成功錄》
- 《精明理財真實個案分析》
- 《強積金全面睇》
- 《醫藥新知》
- 《藥有所思》
- 《龐身之寶》
- 《HQ小百科》

## 外部參考
1. ↑  .   [2012-06-03]. （原始内容存档于2015-04-17）.
2. ↑  新論壇新聞稿[永久]
3. ↑  .   [2012-06-03]. （原始内容存档于2020-07-01）.
4. ↑  .   [2012-06-03]. （原始内容存档于2019-10-09）.
5. ↑  .   [2012-01-13]. （原始内容存档于2016-03-04）.
6. ↑  候選人簡介 （页面存档备份，存于） 選舉結果 （页面存档备份，存于）
7. ↑  選舉結果 的存檔，存档日期2014-08-03.
8. ↑  .   [2011-03-20]. （原始内容存档于2020-12-10）.
9. ↑  .   [2011-03-20]. （原始内容存档于2020-12-10）.
10. ↑  .   [2008-09-08]. （原始内容存档于2019-09-02）.
11. ↑  .   [2012-01-13]. （原始内容存档于2011-12-28）.
12. ↑  選舉結果 （页面存档备份，存于） （页面存档备份，存于）東方日報 2011年12月
13. ↑  政壇：搞搞政：龐愛蘭入公記出戰新東 （页面存档备份，存于） 太陽報 2012年4月10日
14. ↑  傳加盟經濟動力 龐愛蘭稱有可能 （页面存档备份，存于）文匯報 2010年9月26日
15. ↑  龐愛蘭唔抗拒入自由黨 （页面存档备份，存于） 明報 2009年8月20日
16. ↑  .   [2012-06-03]. （原始内容存档于2020-12-10）.
17. ↑   (PDF).   [2012-01-13]. （原始内容存档 (PDF)于2018-11-23）.
18. ↑   (PDF).   [2012-06-03]. （原始内容 (PDF)存档于2011-11-11）.
19. ↑    (PDF).   [2012-06-03]. （原始内容 (PDF)存档于2011-06-17）.
20. ↑   (PDF).   [2012-06-03]. （原始内容存档 (PDF)于2018-11-25）.
21. ↑  .   [2012-06-03]. （原始内容存档于2020-12-10）.
22. ↑  .   [2016-08-05]. （原始内容存档于2017-03-05）.

## 外部連結
- 壹週刊（香港）第826期
- 龐愛蘭議員辦事處 （页面存档备份，存于）
- 新世紀論壇網頁 （页面存档备份，存于）
- 2006年選舉委員會界別分組選舉網頁
- 2007年區議會選舉網頁
- 2008年立法會選舉選舉網頁
- 2011年區議會選舉選舉網頁 （页面存档备份，存于）
- 2011年選舉委員會界別分組選舉網頁 （页面存档备份，存于）
- 華富財經資訊中心龐愛蘭簡介